# Грицай Богдан Вікторович
Богда́н Ві́кторович Грица́й (нар. 27 лютого 1995, Шепетівка, Україна) — український борець вільного стилю. Майстер спорту України міжнародного класу.

## Життєпис
Народився у Шепетівці. Навчався у Переяславському державному педагогічному університеті імені Григорія Сковороди.
18 листопада 2018 року здобув бронзову нагороду Чемпіонату світу зі спортивної боротьби серед молоді в ваговій категорії до 92 кг в Бухаресті, здолавши у поєдинку за третє місце вірменського борця.
9 травня 2020 року Грицай жорстко розкритикував антиукраїнську позицію боксера Олександра Усика та відреагував на його погрози критикам, заявивши, що готовий прийняти виклик на бій без правил, де доведе хибність його поглядів:
|  | Я і є той диванний експерт, який стебеться з твоїх "ватних" відео, твоїх малограмотних коментарів, з твоїх дитячих віршиків і російського сценарію, котрий ти хочеш просунути. Я той самий, кого собі на біду ти викликав на бій без правил, без будь-яких правил. Я приймаю виклик. Після цього бою ти зрозумієш урок, що бої без правил, навіть для професійного боксера, є неприпустимими. Буде ще один урок: не тобі вирішувати, чий Крим, і не тобі вирішувати, що писати і говорити українцям |